# Нижњи Бестјах
Нижњи Бестјах (рус. Нижний Бестях) - село и административни центар Мегино-Кангаласког рејона у централном делу Јакутије.
Село је смештено у западном делу рејона, насупрот Јакутску, са десне обале реке Лене, делом у равници Њорјуктјај. Основано је 1920. године, као центар за претовар терета. Године 1971. категоризовано је као индустријска заједница.
Има укупно 3.600 становника (2013)

## Становништво
| 1979. | 1989. | 2002. | 2010. |
| ----- | ----- | ----- | ----- |
| 3.363 | 3.997 | 3.327 | 3.518 |